# Yitha'amar Bayyin II.
Yitha'amar Bayyin II. (sabäisch yṯʿʾmr byn Yiṯaʿʾamar Bayyin), Sohn und Nachfolger des Sumuhu'ali Yanuf II. war ein Herrscher (Mukarrib) des jemenitischen Reiches Saba. Hermann von Wissmann setzt seine Regierungszeit um 510 v. Chr., Kenneth A. Kitchen dagegen um 365–350 v. Chr. an. Er war offenbar der letzte bedeutende, nach Kenneth A. Kitchen sogar der letzte Mukarrib von Saba.
Yitha'amar Bayyin II. stellte den von seinem Vater begonnenen Staudamm von Ma'rib fertig, wie Bauinschriften an den beiden Schleusen belegen. Daneben geht man seit Hermann von Wissmann davon aus, dass auch die nur teilweise erhaltene Inschrift RES 3943 von Yitha'amar Bayyin II. stammt.  Diese stellt ein Tatenbericht ähnlich denen des Karib’il Watar I. dar und wurde in Marib gefunden. Neben dem Dammbau und der Befestigung der Stadt Yathill (jemenitischer Name: Baraqisch) erwähnt diese Inschrift zwei Feldzüge. In einem Feldzug stieß Yitha'amar Bayyin nach Süden vor und besiegte die Stämme Yarfath und Dahas, die sich gegen Sabas Verbündeten Qataban aufgelehnt hatten. Danach schlug er das aufstrebende Reich Ma'in, das hier übrigens zum ersten Mal erwähnt wird, die Amir und die um Nadschran ansässigen Muha'mir. Yitha'amars Nachfolger war vermutlich Karib'il IV.